# كأس إسكتلندا 1981–82
كأس اسكتلندا 1981–82 (بالإنجليزية: 1981–82 Scottish Cup)‏ هو موسم من كأس اسكتلندا. فاز فيه نادي أبردين.